# Birgit Zamulo
Birgit Zamulo, geborene Birgit Eckermann, (* 11. November 1950 in Wien) ist eine österreichische Film- und Theaterschauspielerin. Sie trat auch unter dem Namen Birgit Fröhlich auf.

## Leben
Birgit Zamulo wurde 1950 in Wien als Birgit Eckermann geboren. In jungen Jahren war sie Ehefrau des Popstars Bernd Zamulo (* 1946) aka „Lord Bernd“, Bassist und Sänger der Band The Lords, und wurde unter dem Namen Birgit Zamulo bekannt. Insgesamt war sie achtmal verheiratet, unter anderem zweimal mit dem Synchronsprecher Peter Ehret, mit dem sie auch Weh dem, der lügt! von Franz Grillparzer als Leon und Edrita, und in Tom Sawyer als Tom und Ben spielte. Aus der Beziehung mit Ron Williams stammte eine ihrer beiden Töchter, die Musikerin und Sängerin Ariane Roth (* 1974), seit Dezember 2013 verheiratet mit Edgar Itt. Alle acht Ehen wurden geschieden. Es gibt Hinweise, dass Birgit Zamulo Mitte der 1970er Jahre ihre Bettgeschichten mit Musikern und anderen Prominenten in einem 150-seitigen Buch veröffentlichen wollte.
Von 2001 bis 2012 war sie unter dem Künstlernamen Birgit Fröhlich HA Schults Partnerin, mit der er zahlreiche seiner Kunstaktionen realisierte. Bis 2011 lebte sie in Köln, seitdem wieder in München.
Zamulo setzt sich gegen die Todesstrafe ein und ist Anhängerin der European Association for Human Rights. 2013 nahm sie Kontakt zu Gerald Edward Marshall (* 1982) auf, der am 12. August 2004 in Texas wegen Mordes – nach dessen eigenen Angaben zu Unrecht – verurteilt wurde, und pflegt seither intensiven persönlichen Briefkontakt mit ihm.

### Theater
Das Theaterschauspiel stellt den Schwerpunkt ihrer Tätigkeit als Schauspielerin dar. In über 30 Jahren als festes Ensemble-Mitglied bekannter, deutscher und österreichischer Theater, spielte sie dort zahlreiche klassische und moderne Rollen.
Ihre Schauspiellehrerinnen waren Jutta Wachsmann und Elfriede Kuzmany. Ihr Bühnendebüt gab Zamulo 1974 in Christoph Roethels Stück Die Reise nach Chine ... oder über die Schwierigkeit sich auszudrücken an Uta Emmers Modernem Theater in der Münchener Hans-Sachs-Straße, Partner waren damals Michael Kroecher und Hartmut Nolte. Zamulo spielte ihre Rolle nackt mit kahlgeschorenem Schädel, wodurch das Stück Furore machte. Es folgten weitere Rollen an Münchener Theatern, beispielsweise am Münchener Off-Off-Theater, am Theater am Einlaß, am Münchner Theater für Kinder und am Theater Die Kleine Freiheit. Am Theater am Karlstor spielte sie 1975 in Peter Goldbaums Stück Alfie an der Seite von Harald Juhnke, ebenso als Partnerin von Heide Keller und Hans von Borsody in Ein Fremder klopft an. Danach ging sie zunächst in die Provinz, um sich schauspielerisch in klassischen Stücken weiterzuentwickeln.
Ihr erstes Engagement als Ensemblemitglied hatte sie 1980 an der Württembergischen Landesbühne Esslingen unter Intendant Achim Thorwald. Als Theaterschauspielerin stand sie später unter anderem, und großteils in verschiedenen Rollen, mehrfach auf den Bühnen des Badischen Staatstheaters Karlsruhe, des Stadttheaters Pforzheim, des Landestheaters Coburg, des Landestheaters Linz (1991–1997), des Theaters Osnabrück (1997–), des Niedersächsischen Staatstheaters Hannover, der Schauspielbühnen Stuttgart und des Rheinischen Landestheaters Neuss. Am Landestheater Neuss war sie 2008 in der Hauptrolle der Paula in Café Umberto von Moritz Rinke zu sehen und sprach den Monolog Cinderellas Schuhe von Mike Kenny (Regie: Greet Vissers). Zudem spielte sie dort die Magd in Rose Bernd (2008) und die Witwe Shin in Der gute Mensch von Sezuan (Spielzeit 2007/2008). Am Theater Hagen übernahm sie 2010/2011 die Rolle der Mrs. Higgins in dem Musical My Fair Lady. 2012 trat sie im Brucknerhaus Linz in der Hauptrolle des Theaterstücks Lift Stopp von Elfriede Hammerl auf. Regisseurin war Heidelinde Leutgöb. Seit 2013 trat Zamulo am Theater an der Rott auf.
Zamulo gilt als Protagonistin in großen klassischen wie auch modernen Rollen. An klassischen Rollen spielte sie unter anderem auch die Titelrollen der Maria Stuart und der Antigone (beide jeweils am Stadttheater Pforzheim unter der Regie von Eberhard Feik), das Gretchen, Lady Macbeth in Macbeth (Stadttheater Pforzheim), Titania in Ein Sommernachtstraum (Landestheater Coburg), Gertrud in Hamlet (Städtische Bühnen Osnabrück), Mary in Eines langen Tages Reise in die Nacht (Landestheater Coburg; Regie: Eberhard Feik; nach eigener Aussage eine ihrer Lieblingsrollen), Blanche DuBois in Endstation Sehnsucht (Landestheater Coburg) und 2013 Helene Alving in Ibsens Gespenster (Theater an der Rott; Regie: Johan Heß). Ebenfalls 2013 war sie in Bad Leonfelden im Musical Anatevka unter der Regie von Heidelinde Leutgöb zu sehen. Unter ihrer Regie auch 2014 in Oliver!, ebenfalls in Bad Leonfelden sowie in Bad Hall. Im Theater an der Rott spielte sie 2014 auch die Rolle der Künstlerin Jean (Horton) in Manuel Schmitts Quartetto, einer Umsetzung von Dustin Hoffmans Spielfilm Quartett, der wiederum auf einem Theaterstück von Ronald Harwood basiert. Im Landestheater Linz spielte sie unter der Regie von Matthias Davids im Musical Wie im Himmel nach dem gleichnamigen Film. Die deutschsprachige Erstaufführung war am 11. September 2021. Ebenfalls im Landestheater Linz spielte sie – wieder unter der Regie von Matthias Davids – die Rolle der Blenda Vergerus in Fanny und Alexander nach dem gleichnamigen Film. Die Uraufführung war am 16. April 2022.

### Film
Ihre Filmschauspielkarriere begann Zamulo vorwiegend in Komödien und Erotikstreifen der 1970er Jahre. Hinzu kamen einige Rollen in Fernsehproduktionen und Rollen in Produktionen der Hochschule für Fernsehen und Film München (HFF).

## Filmografie
- 1973: Der Tanzstunden-Report – Regie: Wolfgang Bellenbaum als Hans-Joachim Wiedermann
- 1973: Matratzen-Tango – Regie: Eberhard Schröder
- 1973: Sally – heiß wie ein Vulkan – Regie: Hans D. Bornhauser
- 1973: Feuchte Träume junger Frauen – Regie: Jürgen Enz
- 1973: Die Entmündigung – Regie: Franz Xaver Bogner; Abschlussfilm an der HFF
- 1974: Die Stoßburg – Wenn nachts die Keuschheitsgürtel klappern – Regie: Franz Marischka
- 1974: Brummi – sein Kolben läuft auch ohne Diesel – Regie:  Hans D. Bornhauser
- 1974: Bibi – Lustreport einer Frühreifen – Regie: Joseph W. Sarno
- 1975: Familie Engelkamp, Folge der ARD-Fernsehserie Eine ganz gewöhnliche Geschichte – Regie: Eberhard Hauff
- 1976: Ein guter Hahn wird selten fett – Regie: Wolfgang Bellenbaum als Johnny Wyder
- 1976: Sylvia, ich liebe dich – Regie: Maria Neocleous
- 1976: Die Rammelkiste
- 1977: Mosquito der Schänder – Regie: Marijan David Vajda
- 1977: Gaudi in der Lederhose – Regie: Jürgen Enz
- 1978: Die neue Armut der Stefanie S., Folge der ARD-Fernsehserie Sechs Millionen – Regie: Jürgen Haase
- 1976: Josefine Mutzenbacher – Wie sie wirklich war, 1. Teil – Regie: Hans Billian
- 1980: Am liebsten zurück in den Bauch, Folge der ARD-Fernsehserie So geht’s auch – Regie: Jörg Grünler
- 1984: Funny Boys und Funny Girls – Regie: Dietrich Krausser
- 1984: Aktenzeichen XY … ungelöst
- 1990: Schlaraffenland – Regie: Michael Verhoeven
- 1995: Der Schatten des Schreibers – Regie: Niki List
- 1995: Jeden 3. Sonntag – Regie: Leopold Huber

## Hörbücher
- 1977: Erika Ertl: Ötzmicki, das Burggespenst – Der verhexte Rückwärtssocken, Fontana/Phonogram, Regie und Produktion: Horst Schneider[24]
- 1997: Marie Darrieussecq: Schweinerei, Der Hörverlag, gesprochen von Birgit Zamulo und Günther Huber. ISBN 978-3-89584-269-6
- 2002: HA Schult und Birgit Zamulo: Love Letters, Patmos Verlag. ISBN 978-3-491-91120-8